# Gèdre
Gèdre (gaskognisch Gèdra) ist eine Commune déléguée in der französischen Gemeinde Gavarnie-Gèdre mit 233 Einwohnern (Stand 1. Januar 2022) im Département Hautes-Pyrénées in der Region Okzitanien.

## Lage
Gèdre liegt im Süden des Département Hautes-Pyrénées rund 50 km (Luftlinie) südlich von Tarbes. Der Ort liegt im Nationalpark Pyrenäen. Es ist Teil der Region Lavedan und dessen Unterregion Vallée de Barège. Höchster Punkt der Commune déléguée ist die Bergspitze des Pic Long (3194 m. ü. M.) an der Ostgrenze der Commune déléguée. Die Gebirgsformationen Cirque d’Estaubé und Cirque de Troumouse bilden die natürliche Grenze zu Spanien. Zur Commune déléguée gehört auch der Stausee Lac des Gloriettes.
Zur Commune déléguée Gèdre gehören die Dörfer und Weiler (hameaux) Ayrues, Gèdre, Gèdre-Dessus, Héas, Pragnères und Saussa sowie zahlreichen Einzelgehöfte.

## Geschichte
Die Gemeinde Gèdre entstand am 5. August 1842 aus Teilen der bisherigen Gemeinde Luz-Saint-Sauveur. Sie wurde am 1. Januar 2016 mit Gavarnie zur Commune nouvelle Gavarnie-Gèdre zusammengeschlossen. Sie gehörte zum Arrondissement Argelès-Gazost und zum Kanton La Vallée des Gaves.

## Bevölkerungsentwicklung
| Jahr                       | 1846 | 1856  | 1876  | 1921 | 1926 | 1931 | 1946 | 1954  | 1962 | 1968 | 1975 | 1982 | 1990 | 1999 | 2006 | 2012 |
| Einwohner                  | 954  | 1.007 | 1.012 | 716  | 828  | 590  | 555  | 1.077 | 540  | 451  | 393  | 380  | 317  | 291  | 268  | 249  |
| Quellen: Cassini und INSEE |      |       |       |      |      |      |      |       |      |      |      |      |      |      |      |      |

Im 19. Jahrhundert zählte der Ort zeitweise über 1000 Einwohner. Die zunehmende Mechanisierung der Landwirtschaft und die Abgeschiedenheit führten zu einem kontinuierlichen Absinken der Einwohnerzahlen bis auf die Tiefststände in neuerer Zeit.

## Sehenswürdigkeiten
- Dorfkirche Saint-Matthieu in Gèdre
- Kapelle Notre-Dame in Héas
- Mühlen von Gèdre
- zahlreiche Wegkreuze

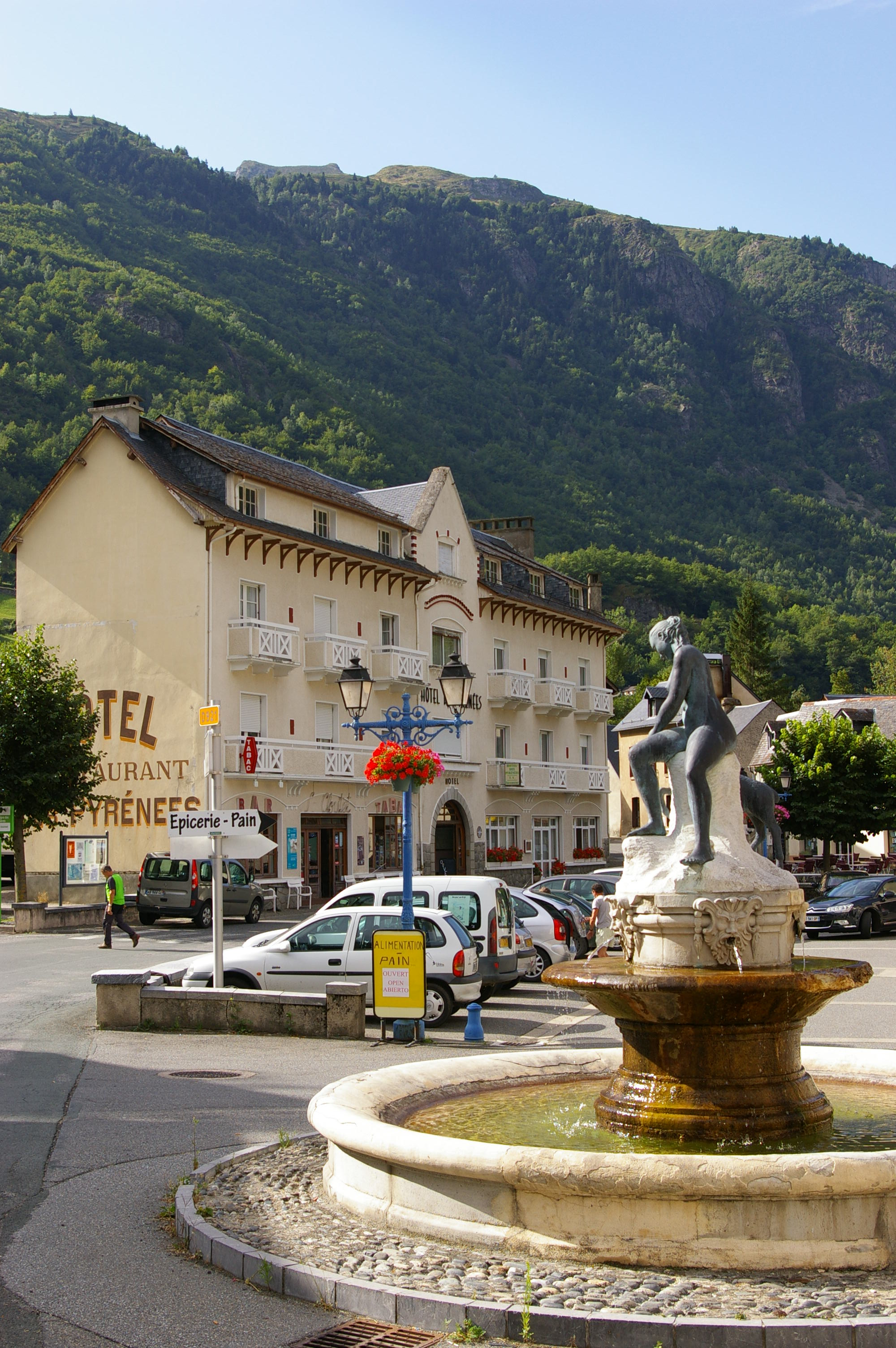
Dorfzentrum von Gèdre
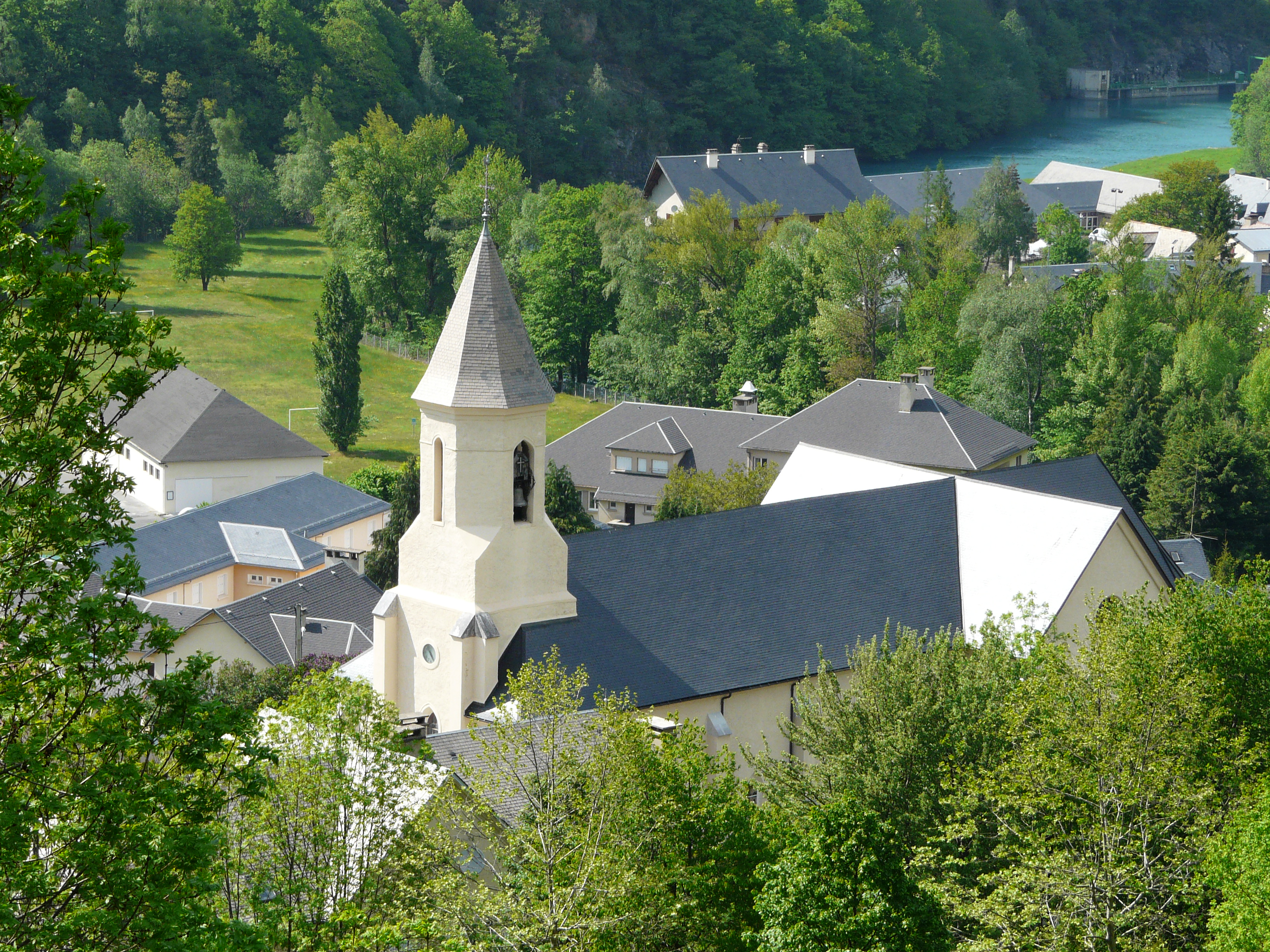
Dorfkirche Saint-Matthieu in Gèdre
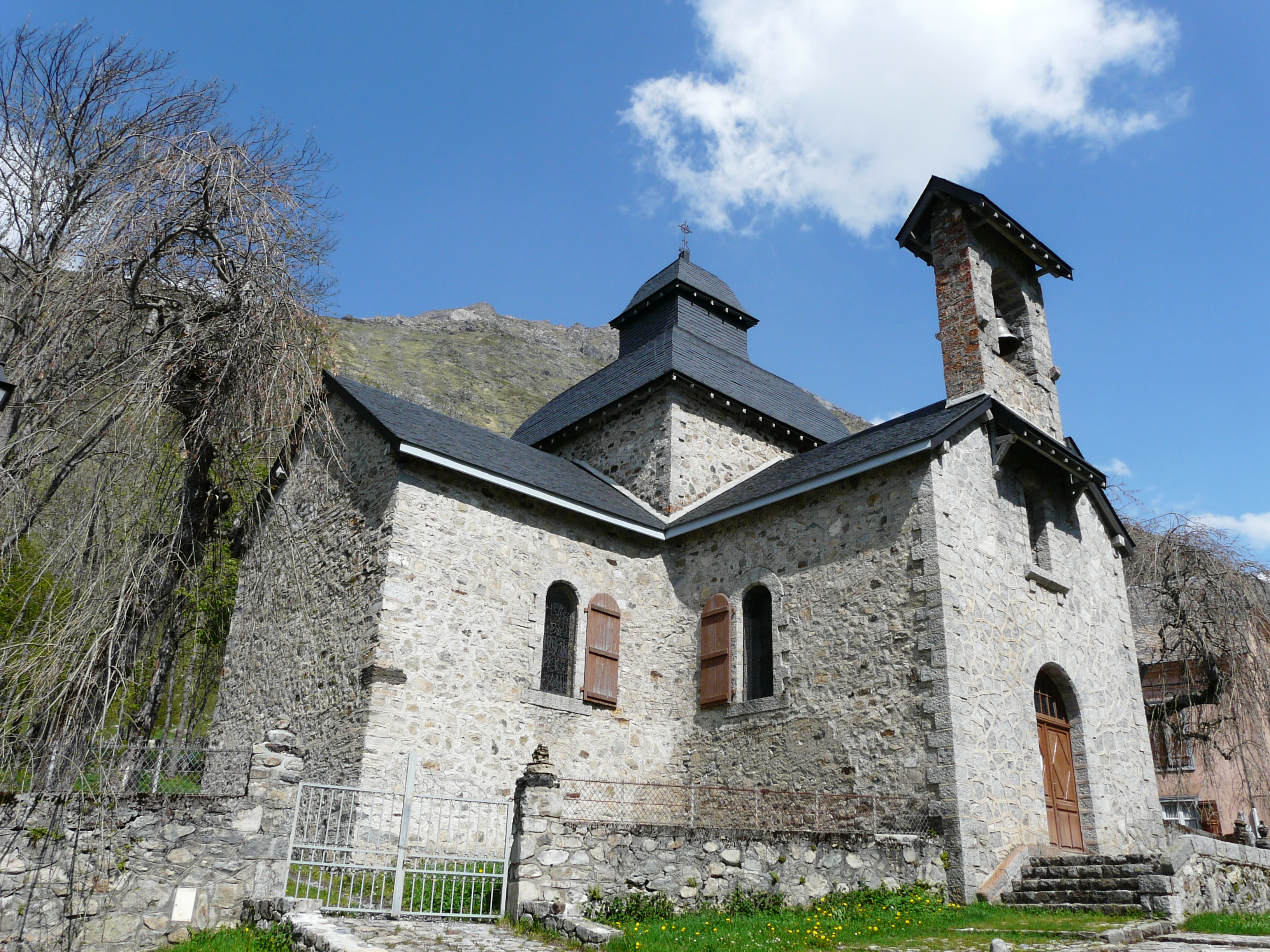
Kapelle Notre-Dame in Héas
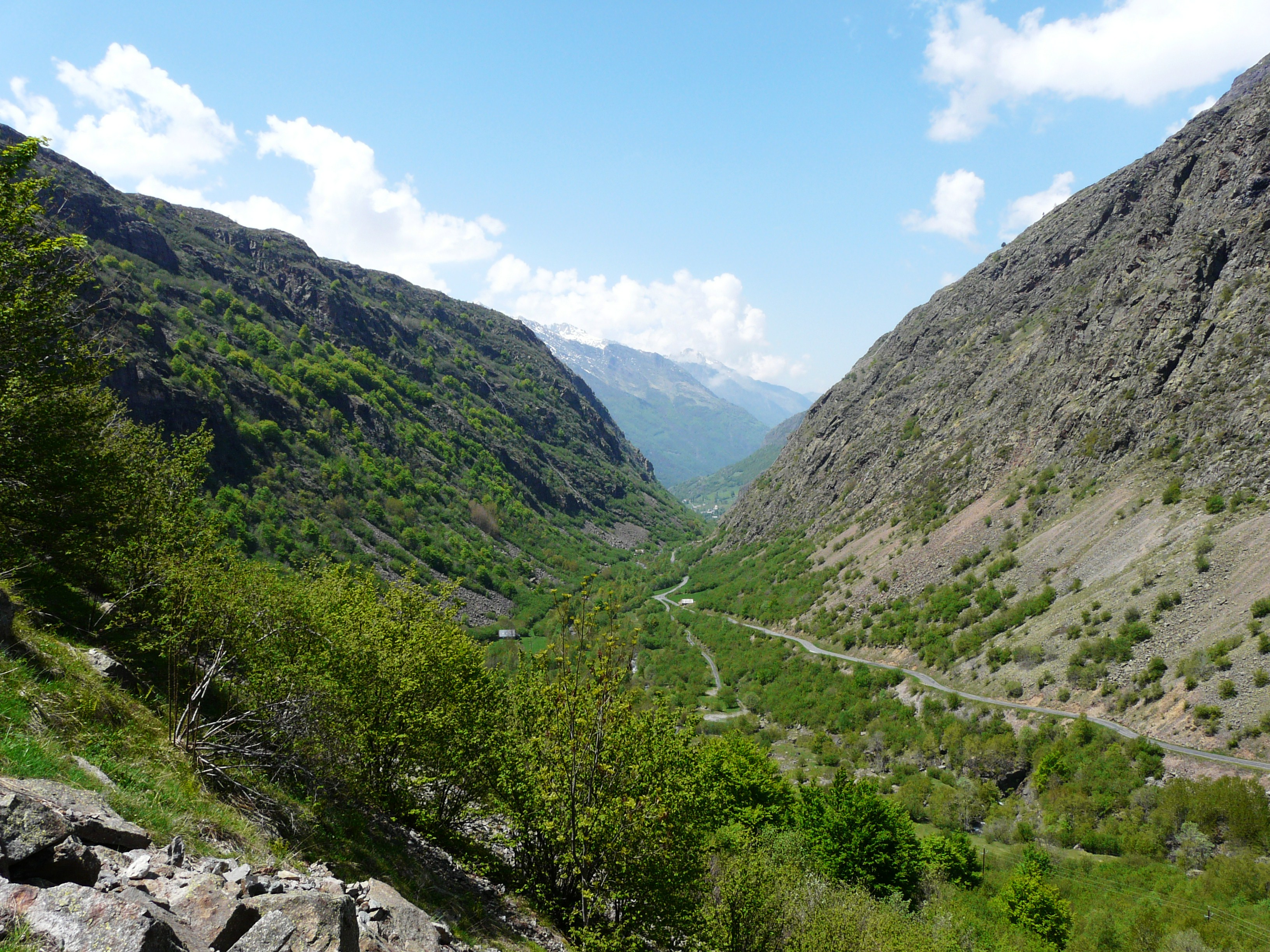
Das Tal von Héas
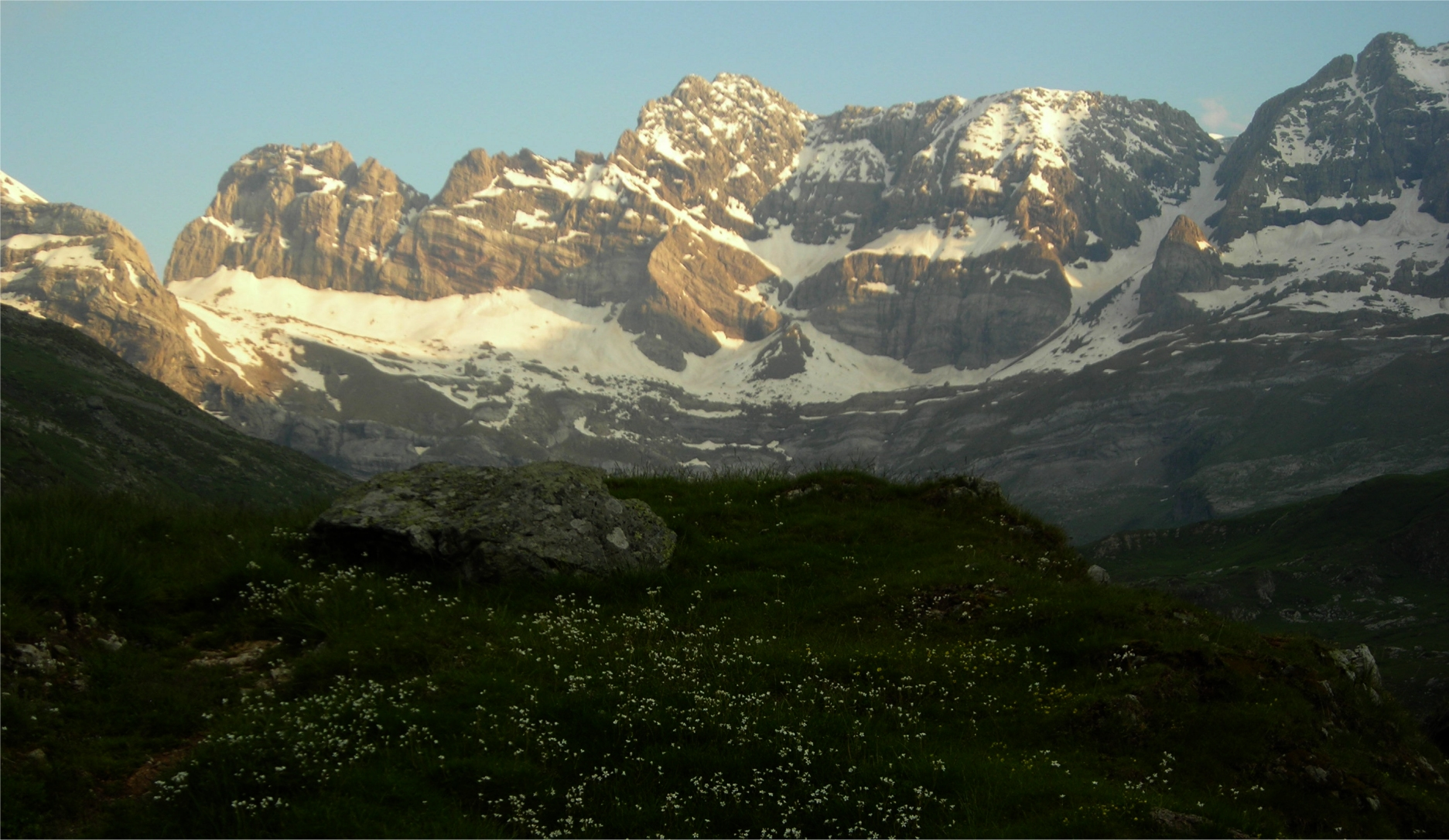
Die Gebirgskette Cirque d’Estaubé
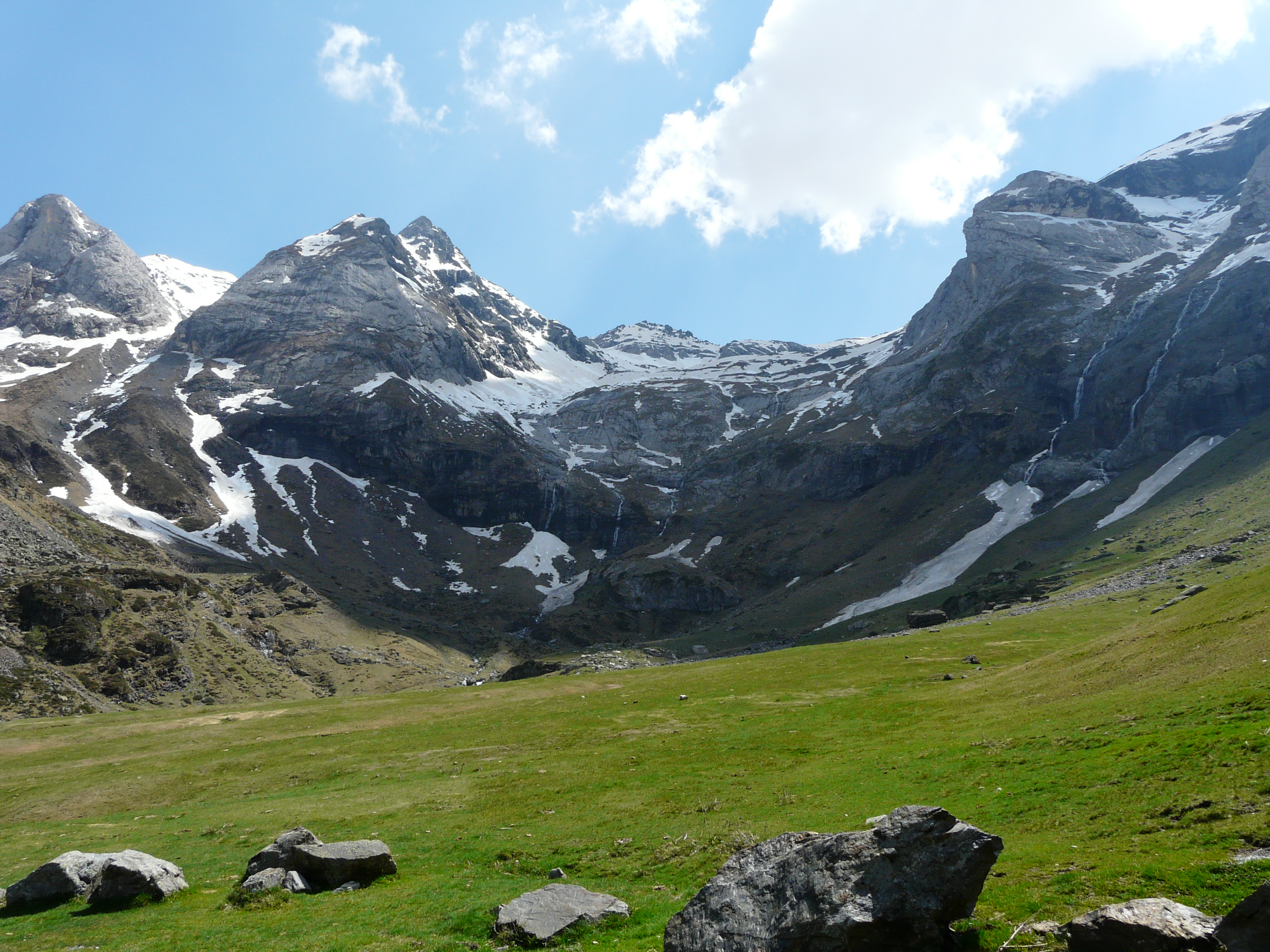
Die Gebirgskette Cirque de Troumouse
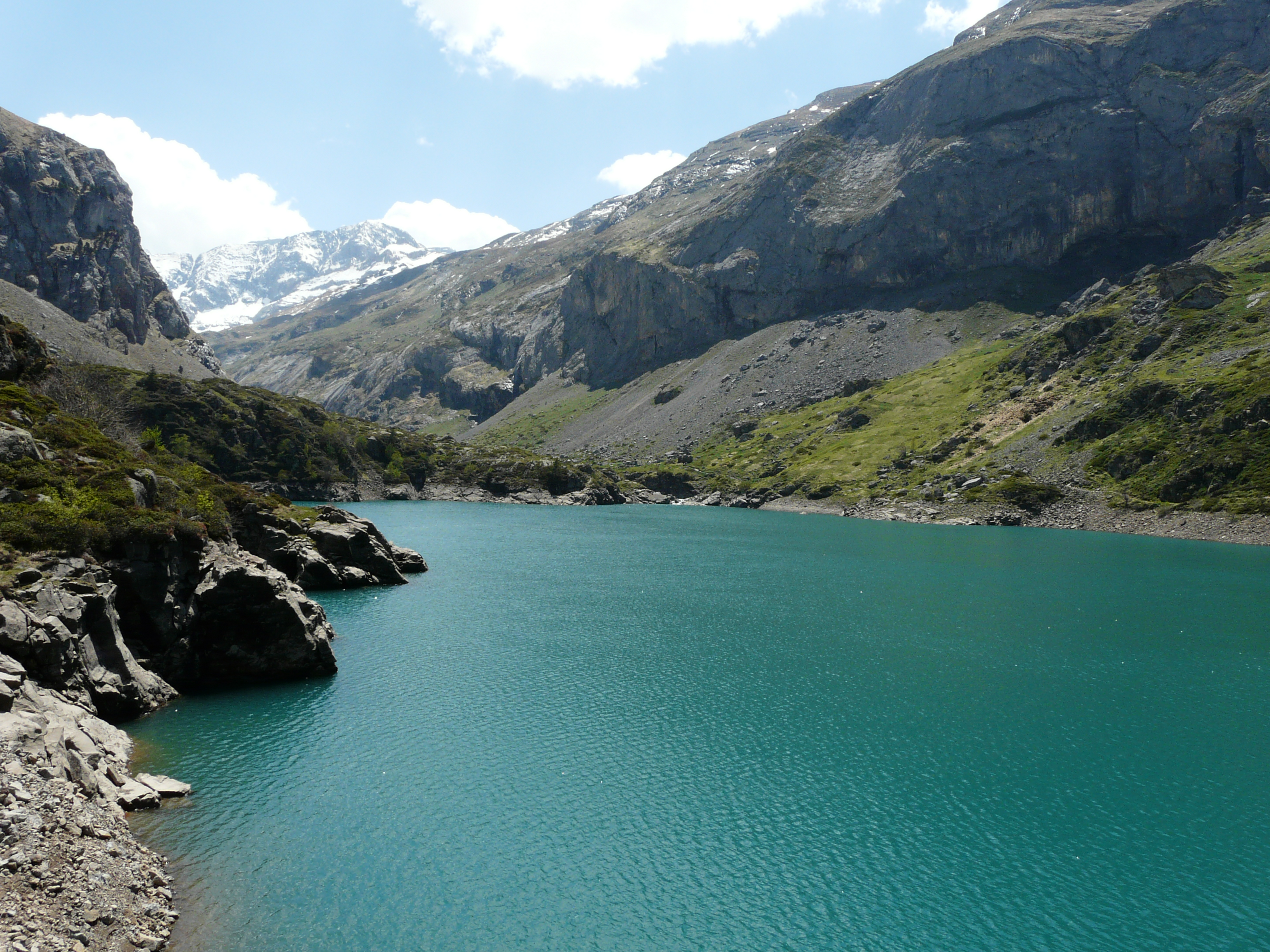
Der Stausee Lac des Gloriettes
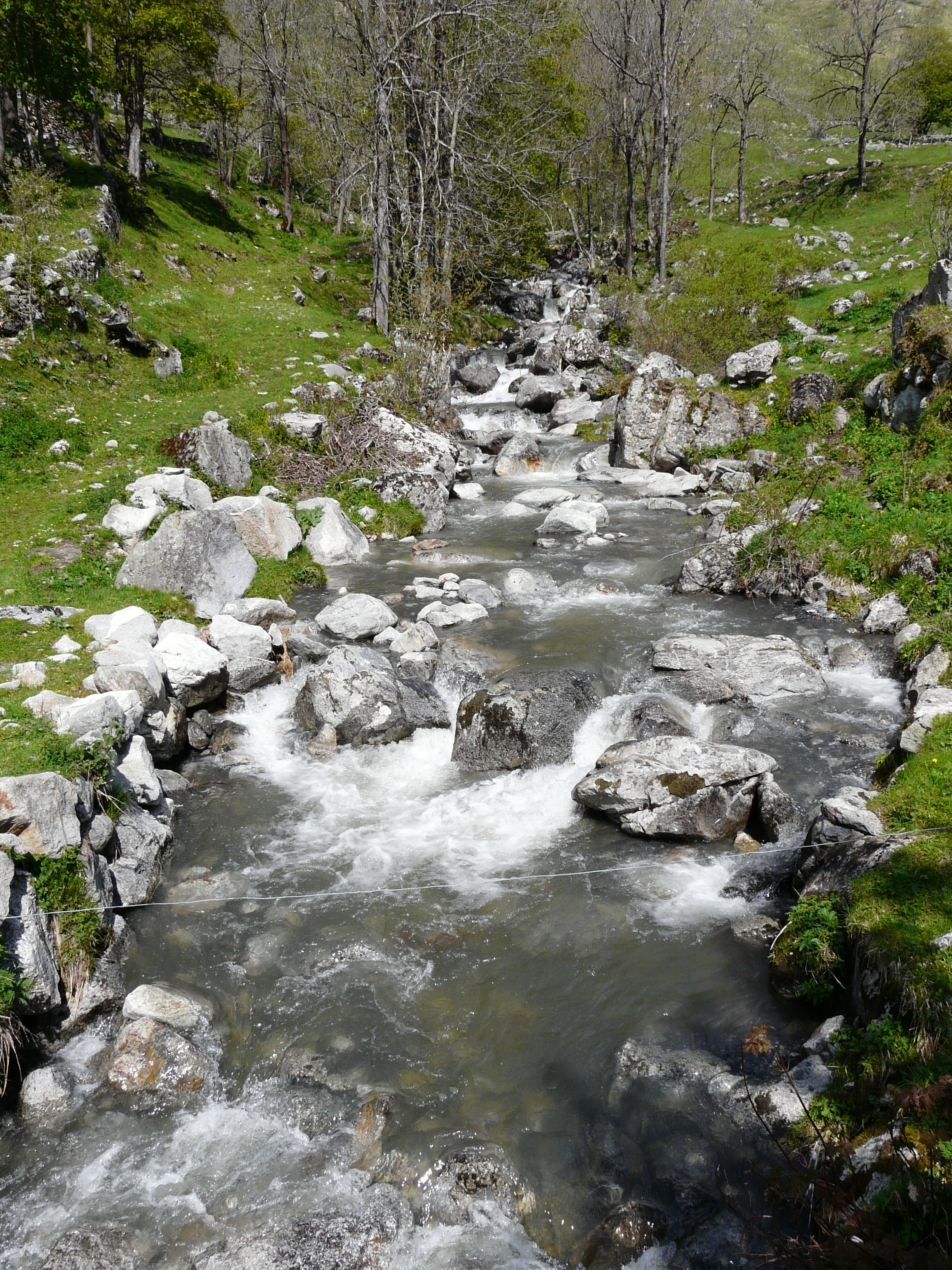
Der Bach ruisseau de l’Aguila
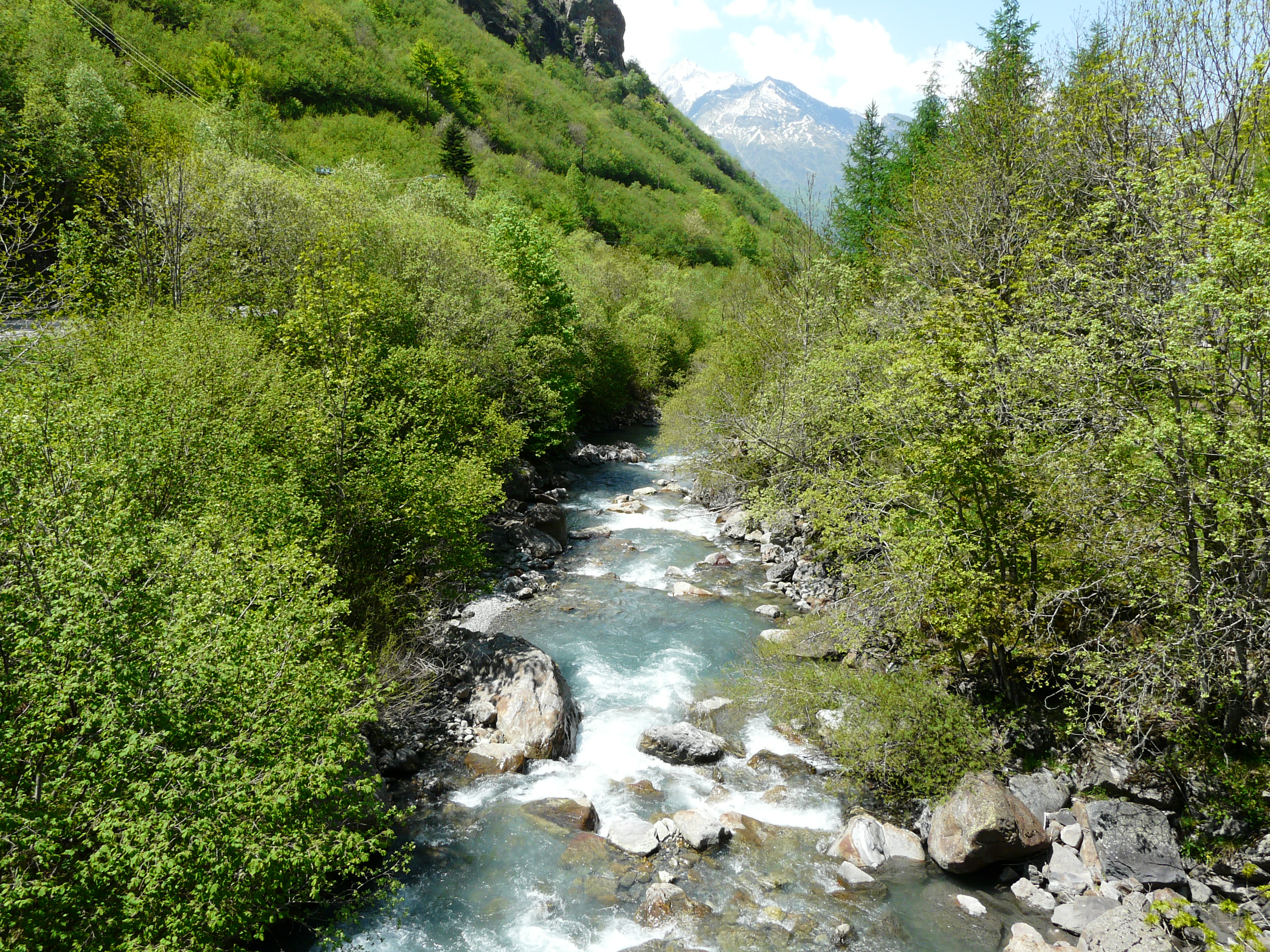
Der Bach Gave de Héas
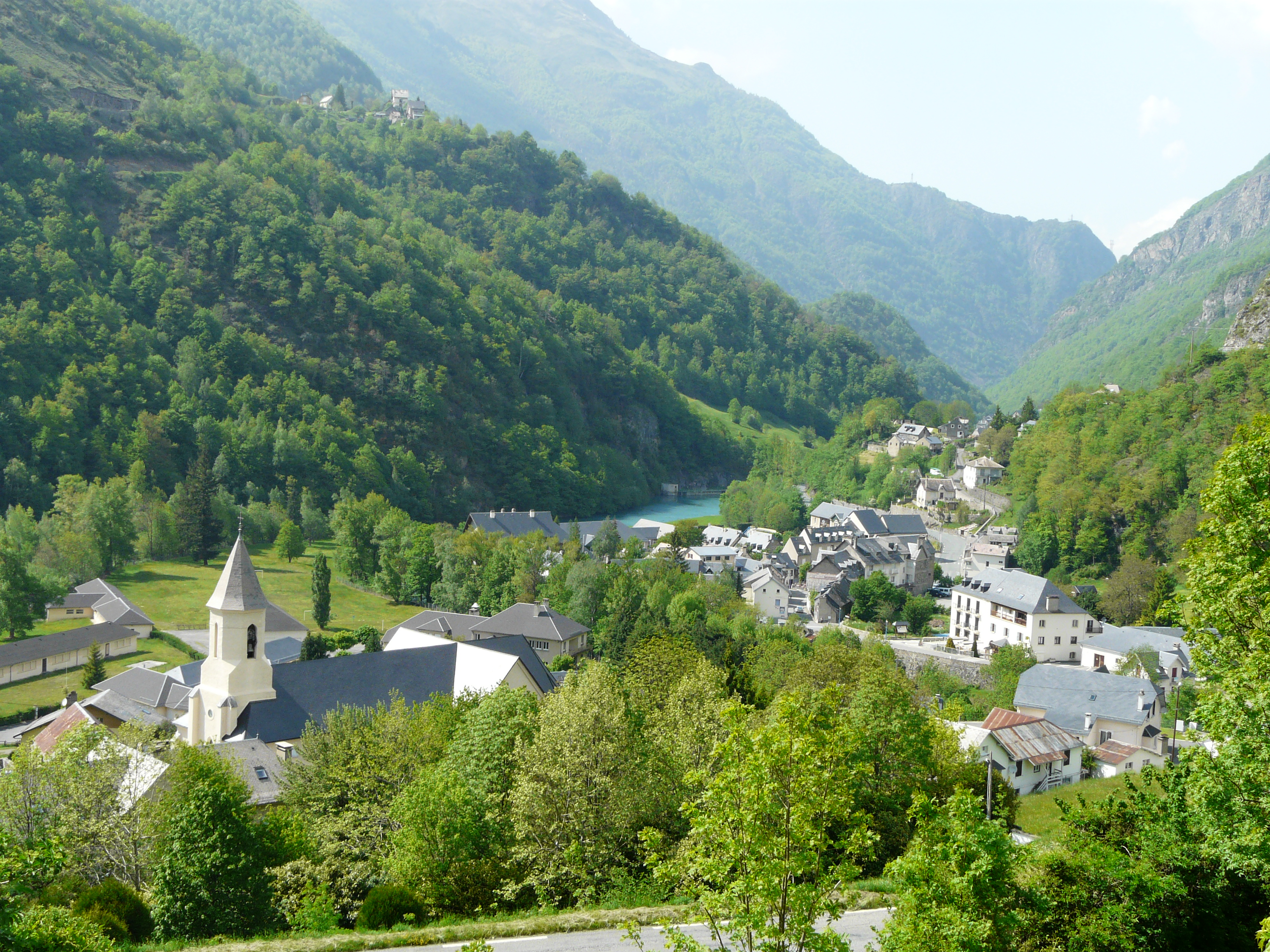
Blick auf Gèdre